# 臺灣斑眼蝶
臺灣斑眼蝶（学名：Penthema formosanum），又名白條斑蔭蝶、白條班蔭蝶、臺灣芃眼蝶、台灣斑眼蝶、台灣芃眼蝶，为蛺蝶科斑眼蝶屬下的一个种。

## 描述
本種無明顯雌雄差異。體型較大，屬眼蝶類。全身背面多為黑褐色，腹側偏赭或乳白，腹部兩側具白色條紋。頭部褐色點綴白斑，複眼裸露，觸角黑褐具稜脊，口器與下唇鬚為黑褐色，側面有白線。
前足黑褐色具白斑，密被毛，跗節退化如刺狀；其他足部帶褐色並有白紋。雌蝶前足毛較稀疏，跗節有分節。
前翅長44-54 mm，呈直角三角形，翅頂略弧，後緣直；後翅扇形略卵圓，外緣波狀。翅背面底色黑褐，有明顯乳白至黃白色條紋與斑點，前翅中室與後翅中室皆有白斑。翅腹為赭褐色，斑紋較背面淡化，後翅斑紋常縮小或減退。緣毛為白或黑白相間。

## 分佈
臺灣特有種。分布於本島低至中海拔地區。

## 棲地
棲息於常綠闊葉林及竹林，偏好陰蔽環境。一年多代，成蝶全年可見（冬季除外），飛行緩慢，喜食樹液、腐果，亦會吸水；冬季則以幼蟲態過冬。幼蟲取食多種竹類植物葉片，如綠竹、蓬萊竹、佛竹、刺竹、孟宗竹等。